# Wojskowe Zakłady Łączności Nr 2
Wojskowe Zakłady Łączności Nr 2 S.A. w Czernicy – polska firma należąca do Polskiej Grupy Zbrojeniowej. Specjalizuje się w projektowaniu, integracji, produkcji, remoncie i modernizacji sprzętu łączności.

## Historia
Rosnąca po II wojnie ilość sprzętu łączności w Wojsku Polskim, wymusiła konieczność utworzenia w kraju zakładu serwisowo - remontowego. W grudniu 1961 Szef Łączności MON powołał komisję do opracowania koncepcji i utworzenia zakładu naprawczego radiowego sprzętu łączności, na bazie zdewastowanych obiektów przemysłowych w Czernicy. W lutym 1962 została utworzona specjalna Grupa Organizacyjna, której zadaniem było przystosowanie obiektów budowlanych do uruchomienia remontów. Pod koniec 1962 w odbudowanych zakładach w oparciu o otrzymaną z ZSRR i opracowaną własną technologię napraw, uruchomiono pierwsze remonty sprzętu łączności w tym:
- radiostacji KF małej mocy typu R-113,
- czołgowego telefonu wewnętrznego typu R-120,
- radiostacji KF średniej mocy typu R-118,
- odbiornika radiowego typu R-250.

W 1965 Szef Wojsk Łączności MON zaakceptował przedstawiony przez Grupę Organizacyjną program dalszego rozwoju zakładu, i złożył wniosek do Ministra Obrony Narodowej o powołanie wojskowego gospodarstwa pomocniczego pod nazwą Wojskowe Zakłady Naprawcze, które rozpoczęło swoją działalność z dniem 1 lipca 1965. Powstały zakład opracował dokumentację konstrukcyjną i technologiczną wykonania prototypów nowych wyrobów:
- ruchomego węzła łączności typu RWŁ-1,
- warsztatu łączności typu Ł-4.

Zarządzeniem Nr-64/MON z dnia 8 października 1966, zostało powołane przedsiębiorstwo państwowe pod nazwą, Wojskowe Zakłady Radiotechniczne – Czernica, które rozpoczęło działalność od 1 stycznia 1967. Zakład poszerzył zakres remontów i nowej produkcji o:
- radiostacje KF małej mocy typu R-104, R-105M, R-107, R-111, R-114, R-350, R-350M, R-351,
- radiostacje KF wielkiej mocy typu R-110
- radiostacje KF pokładowe typu R-130,
- namierniki radiowe typu R-308, R-301 AM i 302 AM, R-359,
- wozy dowodzenia WD SKOT-2A typu R-2 i R-3,
- aparatownie typu Lotos,
- aparatownie zdalnego sterowania typu AZS-1 i AZS-2,
- radiostacje czołgowej typu R-123 i czołgowe telefony wewnętrzne typu R-124,
- stacje radioliniowe UKF typu R-403 i R-403M, R-400, R-402, R-405, R-404,
- stacje radioliniowe stacjonarne typu R-401,
- stacje zasilania typ SZ-2.

W 1975 uruchomiony został remont radiostacji średniej mocy typu R-140, na bazie dokumentacji technologicznej opracowanej przez zespół inżynierów zakładu. Wdrożone zostają też remonty:
- radiostacji średniej mocy typu R-137,
- radiostacji desantowej RD-115, RD-115Z,
- wozów dowodzenia WD BRDM 2 R-5,
- węzła łączności typu R-146.

W kwietniu 1982 Minister Obrony Narodowej zmienia nazwę Zakładu na Wojskowe Zakłady Łączności Nr 2. W połowie lat osiemdziesiątych XX w.  w porozumieniu z Komendą Główną Straży Pożarnej w zakładzie opracowana zostaje dokumentacja i produkcja samochodu dowodzenia i łączności typu SDŁ-2 na samochodzie Żuk A-15B.
Na początku lat dziewięćdziesiątych XX w. uruchomiono remont radiolokacyjnego systemu lądowania samolotów, typu RSP-10MN. Rozpoczęta zostaje też produkcja ruchomego laboratorium metrologicznego dla związku taktycznego, typu RLM-ZT na samochodzie Star 266 z nadwoziem typu Sarna II, oraz zostaje uruchomiona:
- naprawa radiolinii R-409,
- remonty radiostacji Tuberoza 1 i Tuberoza 2,
- naprawa stacji radiowej troposferycznej typu R-412,
- naprawa stacji radioliniowej R-415,
- remont radiostacji typu R-161 AP.

W 2001 zakład, wdraża system zarządzania jakością i otrzymuje Certyfikat PN-EN ISO-9001:2001 i AQAP-100:1995, w zakresie projektowania, produkcji i modernizacji sprzętu łączności. W tym samym roku zakład rozpoczyna stałą współpracę z amerykańską firmą Harris Corporation – wiodącym na świecie dostawcą taktycznej łączności radiowej. W 2002 podpisuje  umowę umożliwiającą serwis gwarancyjny radiostacji firmy Harris będących na wyposażeniu polskiej armii. W 2004 rozpoczyna produkcje Aparatowni Wielokanałowego Radiodostępu Simpleksowego (AWRS), przeznaczonej do sprzężenia sieci łączności radiowej UKF(SŁR) pola walki, z systemem łączności radioliniowo-przewodowej (SŁRP) Storczyk. W tym też roku zakład podejmuje działalność serwisowo-naprawczą sprzętu łączności, w Polskim Kontyngencie Wojskowym stacjonującym w Iraku ( bazy Babilon, Hilla, Divanija, Karbala). W 2006 wykonuje prototypu wozu dowodzenia na podwoziu HMMWV i nawiązuje współpracę techniczno-produkcyjną z firmą TELDAT, w wyniku której uruchomiona została produkcja Kabin Szczelnie Elektromagnetycznych (KSE 15-100-CZ).
Z dniem 1 kwietnia 2008 zakład rozpoczął działalność jako – Wojskowe Zakłady Łączności Nr 2 Spółka Akcyjna.

## Wyroby aktualne
- Zautomatyzowane Wozy Dowodzenia: 
  - Zautomatyzowany wóz dowodzenia na podwoziu specjalnym HMMWV;
  - Zautomatyzowany wóz dowodzenia na samochodzie osobowo-terenowym typu Honker;
  - Zautomatyzowany wóz dowodzenia na transporterze opancerzonym (MT-LB i BWP);
- Aparatownia Wielokanałowego Radiodostępu Simpleksowego AWRS;
- Radiostacje KF na pojazdach:
  - Radiostacja KF typu RF-5800H 400W na samochodzie;
  - Radiostacja KF typu RF-5800H 150W na samochodzie;
- Kabina szczelna elektromagnetycznie KSE 15-100 CZ;
- Mobilny Moduł Stanowiska Dowodzenia szczebla oddział/pododział (MMSD o/p);
- Rozgłośnie elektroakustyczne: 
  - Rozgłośnia elektroakustyczna REA;
  - Rozgłośnia plecakowa RP-1;
  - Urządzenie Rozgłoszeniowe REA-UR;
- Cyfrowe Urządzenie Telekomutacyjne CUT-1M;
- Blok Sprzężenia Radiowego BSR;
- Mikrotelefon wielofunkcyjny MTW PR4G;
- Terminale Komputerowe TK5I i TK5I-A;
- Rejestrator Korespondencji RK-16;
- Stacje zasilania i zespoły prądotwórcze:
  - Zespół prądotwórczy ZPD 230-1,5; ZPD 230-2,5; ZPD 230-3,5; ZPD 230-4,5; ZPD-6; ZPD 400-20;
  - Stacja Zasilania SZ-3,5; SZ-7,5;
- Zintegrowany zasilacz pokładowy
- Przełączniki sieciowe (LAN – switch):
- Głośnomówiące aparaty telefoniczne: GAT; GATel.
- System Zdalnego Sterowania Radiostacją RF-5800H-MP(KF) oraz PR4G(UKF)[2].

## Współpraca
W 2023 L3Harris Technologies i Polska Grupa Zbrojeniowa S.A. poinformowały o podpisaniu Memorandum of Understanding (MOU), którego celem jest zwiększenie integracji i utrzymania systemów łączności w Siłach Zbrojnych RP. W ramach umowy spółki zależne PGZ; Wojskowe Zakłady Łączności Nr 2 S.A. oraz PIT Radwar S.A., będą działać na rzecz odnowienia statusu autoryzowanego w kraju zakładu serwisowego dla radiostacji taktycznych L3Harris.  L3Harris Technologies zamierza ponadto wyznaczyć Wojskowe Zakłady Łączności Nr 2 S.A. i PIT Radwar jako preferowanych krajowych dostawców usług instalacyjnych i integracyjnych systemów łączności. L3Harris i Wojskowe Zakłady Łączności Nr 2 S.A. współpracują przy licznych programach obronnych w Polsce od 2003. W 2013 Wojskowe Zakłady Łączności Nr 2 S.A. uzyskały certyfikat uprawniający do wykonywania krajowych przeglądów radiotelefonów firmy L3Harris o wysokim poziomie bezpieczeństwa. 
27 lutego 2024 zostało podpisane porozumienie o współpracy pomiędzy Politechniką Wrocławską oraz Wojskowymi Zakładami Łączności nr 2 S.A. Umowa zakłada m.in. współpracę w zakresie usług doradczych, projektowych i badawczo-rozwojowych.

## Nowy zakład
Z połączenia dwóch spółek – Wojskowych Zakładów Łączności nr 2 i PIT-Radwar, ma powstać Dolnośląskie Centrum Produkcyjno-Serwisowe Polskiej Grupy Zbrojeniowej. Inwestycja planowana jest na lata 2024-2027. Projekt biznesplanu rozbudowy zakładu w Czernicy jest obecnie przedmiotem konsultacji i uzgodnień z Polską Grupą Zbrojeniową.

### Dolnośląskie Centrum Produkcyjno-Serwisowe w Czernicy będzie działać w obszarach:
- Produkcja i serwisowanie całej elektroniki specjalistycznej związanej z urządzeniami dla polskiego wojska na licencji firmy L3Harris Technologies. Są to radiostacje, wozy dowodzenia na pojazdach Honker, oraz sprzęt łączności.
- Centrum serwisowe dla wszystkich systemów dowodzenia, systemów radarowych i systemów uzbrojenia dostarczanych przez domenę elektroniczną Polskiej Grupy Zbrojeniowej[5].